# Frits Giltay
Fredericus Johannes (Frits) Giltay (Hilversum, 20 juli 1907 – Brugge, 17 maart 1970) was een Nederlands kunstschilder.
Giltay verbleef te Amsterdam (1938-1943) en in het toenmalige kunstenaarsdorp Blaricum (1943-1947), in Noord-Holland, maar hij vertrok in 1947 naar Brugge, waar hij in 1970 overleed.
Hij was een leerling van onder anderen Mathys Hage en hij gaf zelf les aan J.H. Lambeck en Freek van den Berg. In 1935 verleende koningin Juliana hem de “Koninklijke Subsidie voor de Schilderkunst". Hij was actief lid van “De Onafhankelijken”, een vereniging van beeldende kunstenaars gevestigd te Amsterdam. Van 1937 tot 1949 nam hij deel aan de groepstentoonstellingen van “De Onafhankelijken” in het Stedelijk Museum te Amsterdam. In het kader van tentoonstellingen over jonge Nederlandse kunst werden zijn werken tentoongesteld in de Verenigde Staten, Parijs. Hij maakte muurtekeningen voor het Ledeltheater te Oostburg (Zeeuws-Vlaanderen), dat in 1956 heropend werd.
In zijn Brugse periode stelde Frits Giltay tot 1957 regelmatig tentoon. Na een onderbreking van tien jaar werd in 1968 een tentoonstelling van zijn werk georganiseerd in het Concertgebouw te Brugge. In 1969 werden zijn werken in het Casino van Blankenberge tentoongesteld.
De voorkeur van Frits Giltay ging vooral uit naar stillevens en landschappen, maar hij waagde zich ook aan portretten. Op zijn graf te Brugge prijkt een bronzen afgietsel van de buste die zijn vriend, de beeldhouwer Henri Lannoye, in 1968 van hem maakte.
Frits Giltay was een broer van componist Berend Giltay.

## Vermeldingen
- “Nederlandse beeldende kunstenaars (1750-1950)” door Pieter A. Scheen (Waller),
- “Beeldend Benelux, biografisch handboek” (PMJE Jacobs- 2000,
- “De Valk Lexicon kunstenaars Laren-Blaricum” (online Lexicon)

- Biografisch Portaal: 95661173
- RKD-Nederlands Instituut voor Kunstgeschiedenis: 31767